# Pico do Tombo
O Pico do Tombo é uma elevação portuguesa localizada na freguesia açoriana dos Biscoitos, concelho da Praia da Vitória, no interior da ilha Terceira, arquipélago dos Açores.
Este acidente montanhoso de origem vulcânica encontra-se geograficamente localizado na parte Norte da ilha Terceira, eleva-se a 387 metros de altitude acima do nível do mar e encontra-se relacionado com maciço montanhoso da Serra do Labaçal.
Esta formação geológica localizada próxima da Ribeira do Urzal tem escorrimento de águas para a costa marítima a Norte e deve na sua formação geológica a escorrimentos lavicos predominantemente em direcção ao mar também para o Norte da ilha Terceira, onde deu origem a uma costa muito recortado e composta por altas arribas e a recortadas baías.